# Laura Schwensen
Laura Schwensen (* 25. Juli 1991 in Kappeln) ist eine ehemalige deutsche Ruderin. Von 2009 bis 2015 war sie Steuerfrau des deutschen Frauen-Achters.
Schwensen startete für die Rudervereinigung Kappeln im Turn- und Sportverein Kappeln von 1876. 2007 belegte sie mit dem deutschen Achter den zweiten Platz bei den Junioren-Weltmeisterschaften. Seit 2009 steuerte sie den deutschen Frauenachter, mit dem sie bei den Ruder-Weltmeisterschaften 2009 den vierten Platz belegte. 2010 gewann sie mit dem deutschen Achter die Bronzemedaille bei den Europameisterschaften, bei den Weltmeisterschaften kam das Boot auf den siebten Platz. Nach dem achten Platz bei den Weltmeisterschaften 2011 qualifizierte sich der deutsche Frauenachter erst bei der Qualifikationsregatta 2012 in Luzern für die Olympischen Spiele in London. In London erreichte der deutsche Achter als einziges Boot nicht das Finale. 2013 gewann Schwensen mit dem deutschen Achter die Silbermedaille bei den Europameisterschaften, 2014 folgte die Bronzemedaille. Nach dem siebten Platz bei den Weltmeisterschaften 2014 belegte der deutsche Achter den vierten Platz bei den Europameisterschaften 2015 und den zehnten Platz bei den Weltmeisterschaften 2015.
2011 gewann sie bei den Deutschen Meisterschaften im Achter.